# 쇼르어
쇼르어는 시베리아 남서부의 러시아 케메로보주의 쇼르산맥 일대에서 쇼르인들이 사용하는 튀르크어족 언어이다. 이 지역의 쇼르인 인구는 약 12,000명이나 언어를 사용하는 인구는 2,800여 명에 불과하여 언어가 사멸 위기에 있다. 몽골어에서 많은 단어를 차용했으나, 러시아어에서도 차용한 말도 있다.

## 방언
쇼르어는 하카스어에 가까운 무라수 방언과 알타이어에 가까운 콘도마 방언 등 2개 방언이 있다. 쇼르어 표준어는 무라수 방언을 기초로 만들어졌다. 1927년에는 키릴 문자, 1929년에는 라틴 문자를 사용했다. 1938년부터는 키릴 문자에 기초를 둔 정서법을 사용했다.

## 문법
알타이 제어와의 공통점으로는 SOV(주어 - 목적어 - 서술어)의 어순이 있다. 문법 체계는 명사의 격이나 동사 활용이 있다. 어미는 접미사를 붙여서 표현한다. 교착어가 일본어와 한국어와 비슷하고 모음 조화가 일어난다. 접미사는 7개의 격으로 표현되며 주격(접미사는 -않다), 대격(～을: -ni/-ny), 족격(～의: -ning/-nyng), 여격(～에/으로: -ga/-ge）、여격(～으로/에: -da/-de), 탈격(～부터: -dang/-deng), 구격(～에 의해: -nang/-neng/nong) 등이 있다.

## 음운

### 모음
|           | Front         | Front         | Back          | Back          |
| unrounded | rounded       | unrounded     | rounded       |               |
| --------- | ------------- | ------------- | ------------- | ------------- |
| Close     | i ⟨и⟩ iː ⟨ии⟩ | y ⟨ӱ⟩ yː ⟨ӱӱ⟩ | ɯ ⟨ы⟩ ɯː ⟨ыы⟩ | u ⟨у⟩ uː ⟨уу⟩ |
| Mid       | e ⟨e⟩ eː ⟨ee⟩ | ø ⟨ö⟩ øː ⟨öö⟩ |               | o ⟨o⟩ oː ⟨oo⟩ |
| Open      |               |               | a ⟨a⟩ aː ⟨aa⟩ |               |

### 자음
|        |           | Bilabial | Dental | Palatal | Velar |
| ------ | --------- | -------- | ------ | ------- | ----- |
| Nasal  | Nasal     | m ⟨м⟩    | n ⟨н⟩  |         | ŋ ⟨ң⟩ |
| 폐쇄음 | voiceless | p ⟨п⟩    | t ⟨т⟩  | c ⟨к⟩   | k ⟨қ⟩ |
| 폐쇄음 | voiced    | b ⟨б⟩    | d ⟨д⟩  | ɟ ⟨г⟩   | ɡ ⟨ғ⟩ |
| 폐찰음 | voiceless |          |        | tʃ ⟨ч⟩  |       |
| 폐찰음 | voiced    |          |        | dʒ ⟨ҷ⟩  |       |
| 마찰음 | voiceless |          | s ⟨c⟩  | ʃ ⟨ш⟩   | x ⟨x⟩ |
| 마찰음 | voiced    |          | z ⟨з⟩  | ʒ ⟨ж⟩   |       |
| Liquid | lateral   |          | l ⟨л⟩  |         |       |
| Liquid | rhotic    |          | r ⟨p⟩  |         |       |
| 접근음 | 접근음    |          |        | j ⟨й⟩   |       |